# Artistique-Weltmeisterschaft 2006

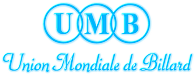
Logo UMB (ausrichtender Verband)

Die Billard-Artistique-Weltmeisterschaft 2006 war das 26. Turnier in dieser Disziplin des Karambolagebillards und fand vom 10. bis zum 14. Januar 2006 in Amsterdam statt. Es war die fünfte Artistique-WM in den Niederlanden.

## Geschichte
Der Niederländer Sander Jonen gewann im heimischen Amsterdam bei seiner ersten WM-Teilnahme gleich den Titel. Im Finale besiegte er den Belgier Walter Bax mit 3:0 Sätzen. Platz drei teilten sich Thomas Ahrens und Madou Touré.

## Modus
Gespielt wurde eine Gruppenphase als Vorrunde, bei der sich die beiden Gruppenbesten für die Final-Gruppenrunde qualifizierten, in denen die gesetzten Akteure mitspielten. Danach trafen die beiden Gruppenbesten im K.-o.-System aufeinander. Das Satzverhältnis spielte in der Endabrechnung keine Rolle mehr. Es wurden nur die prozentual gelösten Figuren gewertet.
Gewertet wurde wie folgt:
1. Matchpunkte (MP)
2. % gelöste Figuren

## Gesetzte Spieler
1. Thomas Ahrens
2. Madou Touré
3. Victor Hugo Campos Mena
4. Nobuyasu Sakai
5. Walter Bax
6. Sander Jonen
7. Ruud de Vos
8. Jorge Escobar

## Turnierverlauf

### Vorrunden-Gruppenphase
| Platz | Name                | MP  | SV  | Punkte | mögliche Pkte | %       | Best %  |
| ----- | ------------------- | --- | --- | ------ | ------------- | ------- | ------- |
| 1     | Jean Reverchon      | 6:0 | 9:0 | 439    | 586           | 74,91 % | 80,32 % |
| 2     | Hajime Watanabe     | 4:2 | 6:6 | 413    | 768           | 53,77 % | 57,42 % |
| 3     | Bernd Singer        | 2:4 | 5:8 | 441    | 844           | 52,25 % | 52,28 % |
| 4     | Juan-Manuel Salinas | 0:6 | 3:9 | 341    | 752           | 45,34 % | –       |

| Platz | Name               | MP  | SV  | Punkte | mögliche Pkte | %       | Best %  |
| ----- | ------------------ | --- | --- | ------ | ------------- | ------- | ------- |
| 1     | Xavier Fonellosa   | 6:0 | 9:1 | 445    | 643           | 69,20 % | 72,22 % |
| 2     | Serdar Gümüş       | 4:2 | 7:5 | 419    | 747           | 56,09 % | 64,92 % |
| 3     | Tomotaka Takahashi | 2:4 | 5:7 | 340    | 774           | 43,92 % | 43,75 % |
| 4     | Humberto Gallegos  | 0:6 | 1:9 | 232    | 634           | 36,59 % | –       |

| Platz | Name              | MP  | SV  | Punkte | mögliche Pkte | %       | Best %  |
| ----- | ----------------- | --- | --- | ------ | ------------- | ------- | ------- |
| 1     | Kevin Tran        | 6:0 | 9:1 | 491    | 690           | 71,15 % | 72,58 % |
| 2     | Hideaki Kobayashi | 2:4 | 5:8 | 487    | 887           | 54,90 % | 55,18 % |
| 3     | Robert Immervoll  | 2:4 | 6:8 | 490    | 915           | 53,55 % | 51,35 % |
| 4     | Manuel Plata      | 2:4 | 5:8 | 378    | 846           | 44,68 % | 52,66 % |

| Platz | Name            | MP  | SV  | Punkte | mögliche Pkte | %       | Best %  |
| ----- | --------------- | --- | --- | ------ | ------------- | ------- | ------- |
| 1     | Rob Scholtes    | 4:2 | 8:5 | 579    | 878           | 65,94 % | 71,06 % |
| 2     | Tadashi Machida | 4:2 | 6:5 | 476    | 736           | 64,67 % | 72,67 % |
| 3     | Eric Daelman    | 4:2 | 8:4 | 492    | 813           | 60,51 % | 71,29 % |
| 4     | Facundo Prieto  | 0:6 | 1:9 | 236    | 621           | 38,00 % | –       |

### Endrunden-Gruppenphase
| Platz | Name            | MP  | SV  | Punkte | mögliche Pkte | %       | Best %  |
| ----- | --------------- | --- | --- | ------ | ------------- | ------- | ------- |
| 1     | Thomas Ahrens   | 6:0 | 9:1 | 419    | 608           | 68,91 % | 84,81 % |
| 2     | Hajime Watanabe | 4:2 | 6:4 | 336    | 652           | 51,53 % | 71,21 % |
| 3     | Jean Reverchon  | 2:4 | 4:6 | 422    | 660           | 63,93 % | 84,11 % |
| 4     | Jorge Escobar   | 0:6 | 1:9 | 224    | 598           | 37,55 % | –       |

| Platz | Name              | MP  | SV  | Punkte | mögliche Pkte | %       | Best %  |
| ----- | ----------------- | --- | --- | ------ | ------------- | ------- | ------- |
| 1     | Ruud de Vos       | 4:2 | 8:4 | 578    | 769           | 75,16 % | 85,71 % |
| 2     | Madou Touré       | 4:2 | 7:4 | 500    | 721           | 69,34 % | 75,66 % |
| 3     | Kevin Tran        | 4:2 | 7:7 | 667    | 973           | 68,55 % | 77,33 % |
| 4     | Hideaki Kobayashi | 0:6 | 2:9 | 352    | 689           | 51,08 % | –       |

| Platz | Name                    | MP  | SV  | Punkte | mögliche Pkte | %       | Best %  |
| ----- | ----------------------- | --- | --- | ------ | ------------- | ------- | ------- |
| 1     | Xavier Fonellosa        | 6:0 | 9:2 | 511    | 751           | 68,04 % | 76,59 % |
| 2     | Sander Jonen            | 4:2 | 6:5 | 464    | 738           | 62,87 % | 71,59 % |
| 3     | Serdar Gümüş            | 2:4 | 7:6 | 586    | 849           | 69,02 % | 73,72 % |
| 4     | Victor Hugo Campos Mena | 0:6 | 0:9 | 240    | 573           | 41,88 % | –       |

| Platz | Name            | MP  | SV  | Punkte | mögliche Pkte | %       | Best %  |
| ----- | --------------- | --- | --- | ------ | ------------- | ------- | ------- |
| 1     | Walter Bax      | 6:0 | 9:0 | 464    | 615           | 75,44 % | 81,39 % |
| 2     | Tadashi Machida | 4:2 | 6:6 | 518    | 832           | 62,25 % | 68,62 % |
| 3     | Nobuyasu Sakai  | 2:4 | 5:7 | 519    | 822           | 63,13 % | 71,86 % |
| 4     | Rob Scholtes    | 0:6 | 2:9 | 476    | 754           | 63,12 % | –       |

## K.-o.-Runde
|  | Viertelfinale Best of 5 | Viertelfinale Best of 5 |                         |                         | Halbfinale Best of 5 | Halbfinale Best of 5 |  |  | Finale Best of 5 | Finale Best of 5 |
|  |                         |                         |                         |                         |                      |                      |  |  |                  |                  |
|  | Walter Bax              | 2:0/3:1/195/240/81,25 % |                         |                         |                      |                      |  |  |                  |                  |
|  | Hajime Watanabe         | 0:2/1:3/138/240/57,50 % |                         |                         |                      |                      |  |  |                  |                  |
|  | Hajime Watanabe         | 0:2/1:3/138/240/57,50 % | Walter Bax              | 2:0/3:2/259/345/75,07 % |                      |                      |  |  |                  |                  |
|  |                         |                         | Walter Bax              | 2:0/3:2/259/345/75,07 % |                      |                      |  |  |                  |                  |
|  |                         | Thomas Ahrens           | 0:2/2:3/224/331/67,67 % |                         |                      |                      |  |  |                  |                  |
|  | Thomas Ahrens           | Thomas Ahrens           | 0:2/2:3/224/331/67,67 % | 2:0/3:2/199/331/60,12 % |                      |                      |  |  |                  |                  |
|  | Thomas Ahrens           |                         |                         | 2:0/3:2/199/331/60,12 % |                      |                      |  |  |                  |                  |
|  | Tadashi Machida         | 0:2/2:3/191/325/58,76 % |                         |                         |                      |                      |  |  |                  |                  |
|  |                         |                         | Walter Bax              | 0:2/0:3/114/200/57,00 % |                      |                      |  |  |                  |                  |
|  |                         | Sander Jonen            | 2:0/3:0/153/198/77,27 % |                         |                      |                      |  |  |                  |                  |
|  | Xavier Fonellosa        | 0:2/2:3/222/338/65,68 % |                         |                         |                      |                      |  |  |                  |                  |
|  | Sander Jonen            | 2:0/3:2/218/331/65,86 % |                         |                         |                      |                      |  |  |                  |                  |
|  | Sander Jonen            | 2:0/3:2/218/331/65,86 % | Sander Jonen            | 2:0/3:1/207/283/73,14 % |                      |                      |  |  |                  |                  |
|  |                         |                         | Sander Jonen            | 2:0/3:1/207/283/73,14 % |                      |                      |  |  |                  |                  |
|  |                         | Madou Touré             | 0:2/1:3/164/265/61,88 % |                         |                      |                      |  |  |                  |                  |
|  | Ruud de Vos             | Madou Touré             | 0:2/1:3/164/265/61,88 % | 0:2/1:3/139/240/57,91 % |                      |                      |  |  |                  |                  |
|  | Ruud de Vos             |                         |                         | 0:2/1:3/139/240/57,91 % |                      |                      |  |  |                  |                  |
|  | Madou Touré             | 2:0/3:1/190/236/80,50 % |                         |                         |                      |                      |  |  |                  |                  |

## Abschlusstabelle
| Phase                                                      | Platz | Name                    | MP   | SV   | %       | Best %  |
| ---------------------------------------------------------- | ----- | ----------------------- | ---- | ---- | ------- | ------- |
| Finale                                                     | 1     | Sander Jonen            | 10:2 | 15:8 | 67,22 % | 77,27 % |
| Finale                                                     | 2     | Walter Bax              | 10:2 | 15:6 | 73,71 % | 81,39 % |
| Halb- finale                                               | 3     | Thomas Ahrens           | 8:2  | 14:6 | 66,29 % | 84,81 % |
| Halb- finale                                               | 3     | Madou Touré             | 6:4  | 11:8 | 70,34 % | 80,50 % |
| Viertel- finale                                            | 5     | Xavier Fonellosa        | 6:2  | 11:5 | 67,30 % | 76,59 % |
| Viertel- finale                                            | 6     | Ruud de Vos             | 4:4  | 9:7  | 71,06 % | 85,71 % |
| Viertel- finale                                            | 7     | Tadashi Machida         | 4:4  | 8:9  | 61,27 % | 72,62 % |
| Viertel- finale                                            | 8     | Hajime Watanabe         | 4:4  | 7:7  | 53,13 % | 71,21 % |
| Gruppen- phase 2                                           | 9     | Kevin Tran              | 4:2  | 7:7  | 68,55 % | 77,33 % |
| Gruppen- phase 2                                           | 10    | Serdar Gümüş            | 2:4  | 7:6  | 69,14 % | 73,77 % |
| Gruppen- phase 2                                           | 11    | Jean Reverchon          | 2:4  | 4:6  | 63,93 % | 84,11 % |
| Gruppen- phase 2                                           | 12    | Nobuyasu Sakai          | 2:4  | 5:7  | 63,13 % | 71,86 % |
| Gruppen- phase 2                                           | 13    | Rob Scholtes            | 0:6  | 2:9  | 63,12 % | 71,06 % |
| Gruppen- phase 2                                           | 14    | Hideaki Kobayashi       | 0:6  | 2:9  | 51,08 % | 55,18 % |
| Gruppen- phase 2                                           | 15    | Victor Hugo Campos Mena | 0:6  | 0:9  | 41,88 % | –       |
| Gruppen- phase 2                                           | 16    | Jorge Escobar           | 0:6  | 1:9  | 37,55 % | –       |
| Gruppen- phase 1                                           | 17    | Eric Daelman            | 4:2  | 8:4  | 60,51 % | 71,29 % |
| Gruppen- phase 1                                           | 18    | Robert Immervoll        | 2:4  | 6:8  | 53,55 % | 51,35 % |
| Gruppen- phase 1                                           | 19    | Bernd Singer            | 2:4  | 5:8  | 52,25 % | 52,28 % |
| Gruppen- phase 1                                           | 20    | Tomotaka Takahashi      | 2:4  | 5:7  | 43,92 % | 43,75 % |
| Gruppen- phase 1                                           | 21    | Manuel Plata            | 2:4  | 5:8  | 44,68 % | 52,66 % |
| Gruppen- phase 1                                           | 22    | Juan-Manuel Salinas     | 0:6  | 3:9  | 45,34 % | –       |
| Gruppen- phase 1                                           | 23    | Facundo Prieto          | 0:6  | 1:9  | 38,00 % | –       |
| Gruppen- phase 1                                           | 24    | Humberto Gallegos       | 0:6  | 1:9  | 36,59 % | –       |
| Turnierdurchschnitt: 63,73 % (Endrunde) / 59,99 % (Gesamt) |       |                         |      |      |         |         |

Anmerkung: Die Ergebnisse sind aus der jeweils höchsten Runde.